# Ancien palais de justice de Grand-Fougeray
Le palais de justice est un édifice ancien de la commune de Grand-Fougeray, dans le département d’Ille-et-Vilaine en région Bretagne.

## Localisation

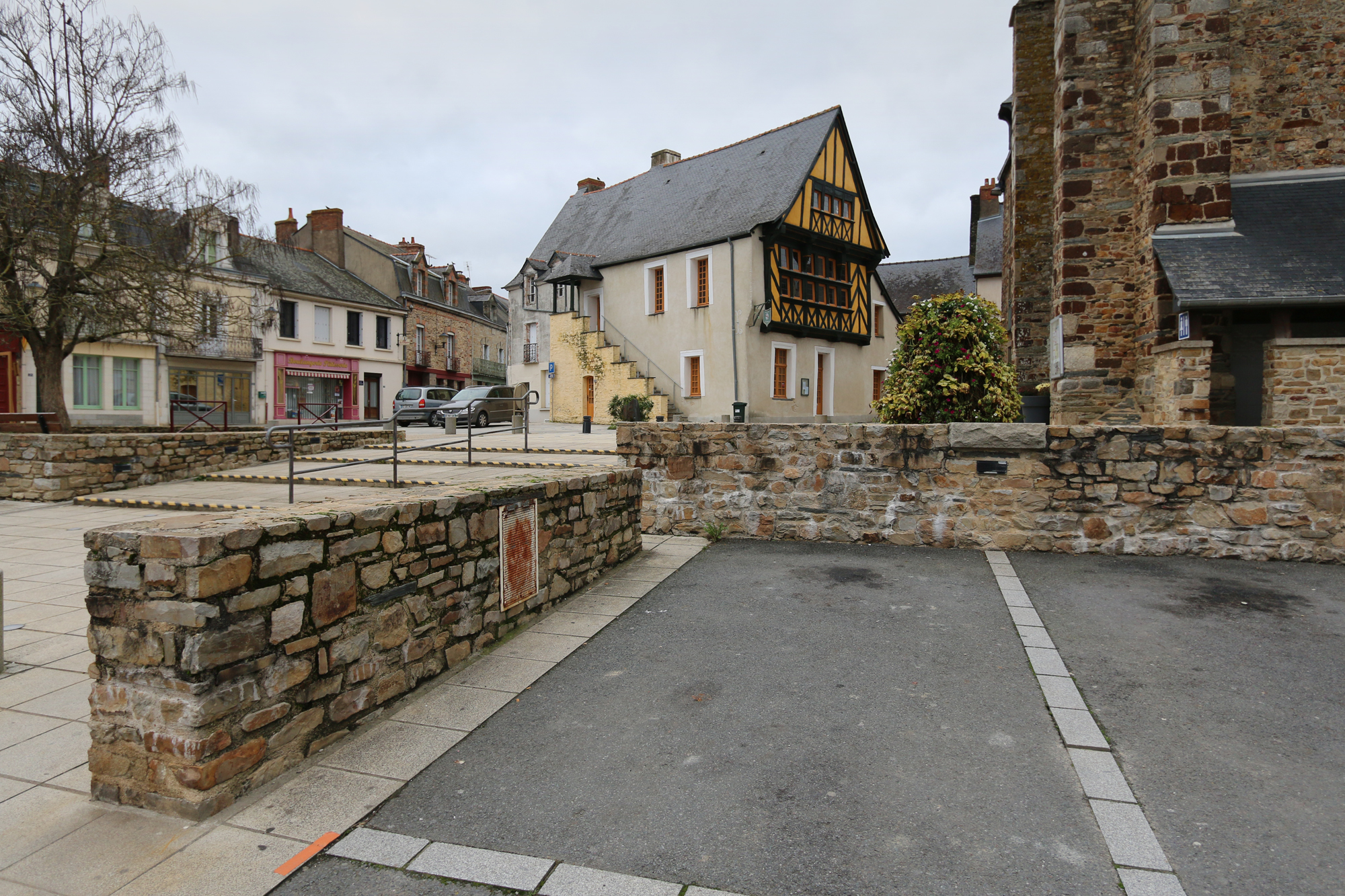
Vue depuis la parking de l’église.

Il se trouve au sud du département et au centre du bourg de Grand-Fougeray. Il se situe rue de la Paix et donne sur la place de l’église.

## Historique
Le bâtiment date du XVIe siècle et a été plusieurs fois remanié.
Il est inscrit au titre des monuments historiques depuis le 22 mars 1930,.
C'était le siège de la communauté de communes du Pays de Grand-Fougeray.

## Architecture
La façade ouest est à pan de bois.